# Ossaea congestiflora
Ossaea congestiflora är en tvåhjärtbladig växtart som beskrevs av Célestin Alfred Cogniaux. Ossaea congestiflora ingår i släktet Ossaea och familjen Melastomataceae. Inga underarter finns listade i Catalogue of Life.